# Кругле (Вараський район)
Кру́гле — село в Україні, у Вараській громаді Вараського району Рівненської області. Населення становить 313 осіб.

## Географія
На східній стороні від села пролягає автошлях Т 1808.

## Населення
За переписом населення 2001 року в селі мешкало 305 осіб. 100 % населення вказали своєю рідною мовою українську мову.